# Vila Jindřicha Vojáčka

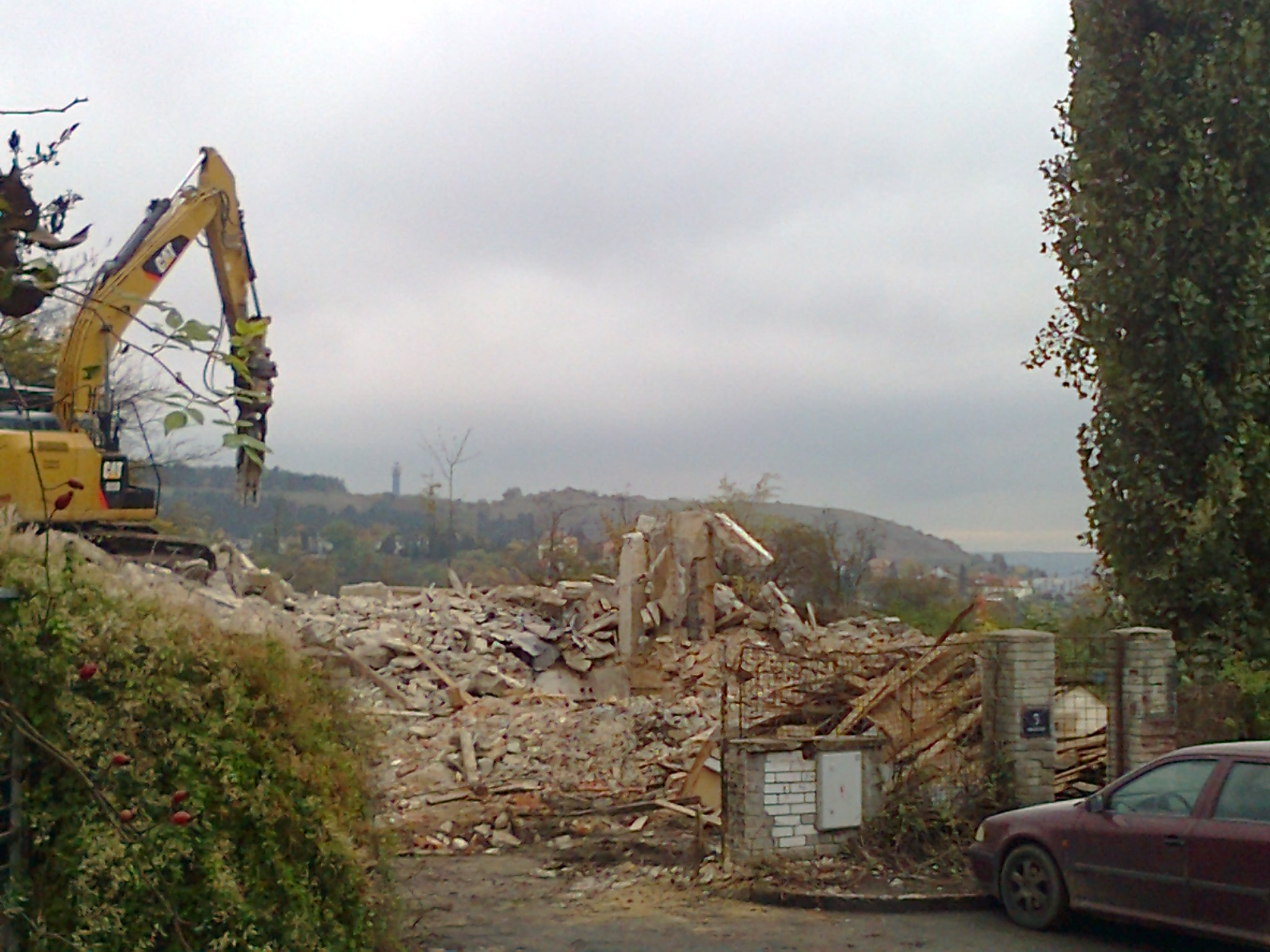

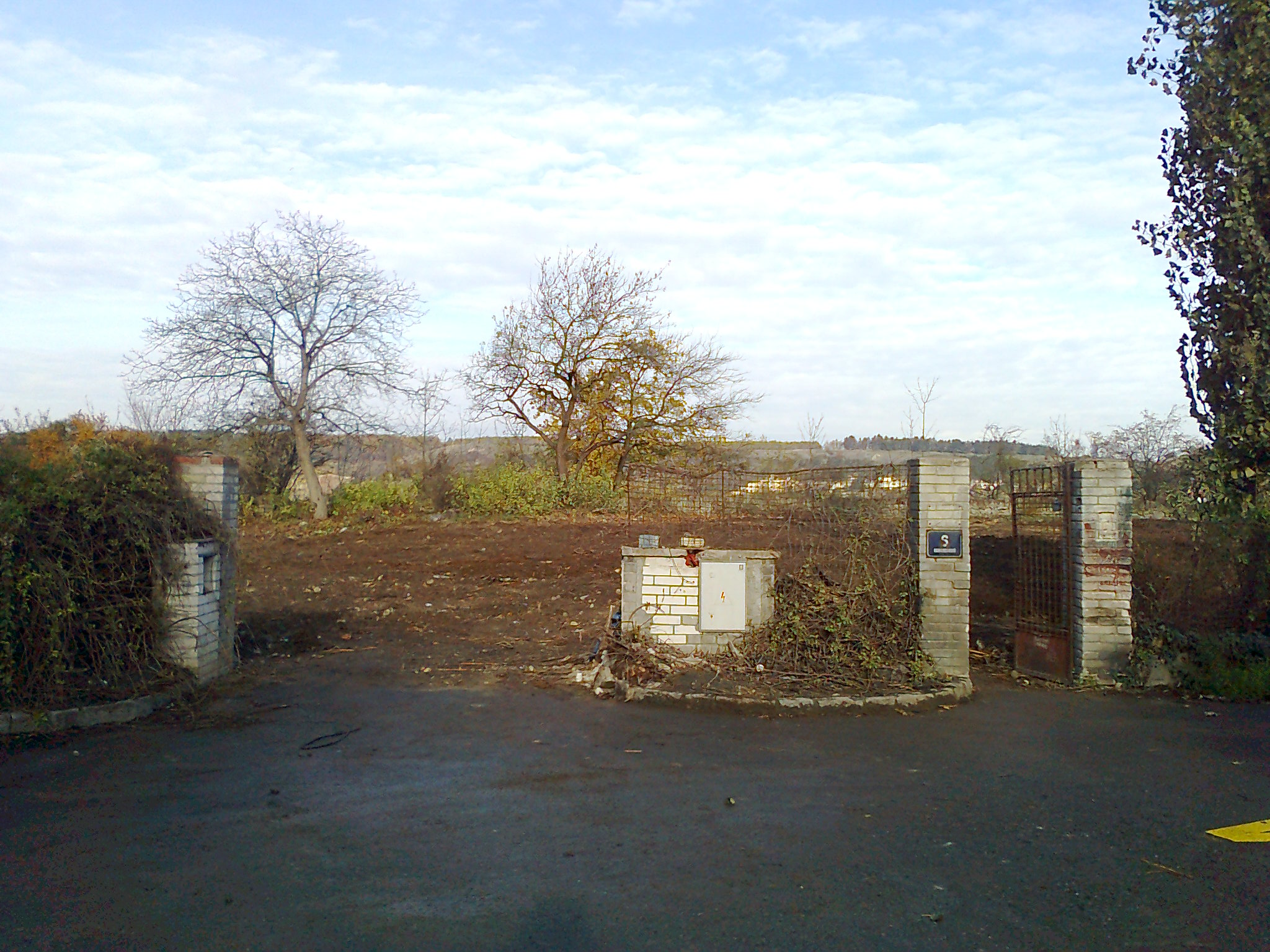

Vila Jindřicha Vojáčka je zaniklá vila v Praze 5-Hlubočepích v lokalitě vilové čtvrti Barrandov. Stála v ulici Skalní čp.162/21, na skále nad křižovatkou ulic Barrandovská a K Barrandovu. Roku 2007 vyhořela a v říjnu 2016 byla zbořena. Chybně je nazývána vilou sochaře Václava Prokopa, který vlastnil sousední dům ve Skalní 19.

## Historie
Dům byl postaven roku 1930 v první etapě výstavby vilové čtvrti pro Jindřicha Vojáčka (1888–1945) a jeho ženu Josefu (*1888). Roku 1937 je jejím jediným majitelem uváděn JUDr. Jindřich Vojáček, vrchní rada Československých drah.
Roku 2006 zde natáčel režisér Jan Hřebejk film Kráska v nesnázích.
Dům byl ve vlastnictví státu a ten jej prodal soukromému investorovi. V prázdné vile vypukl 20. října 2007 po 13. hodině požár, podle vyšetřovatelů založený úmyslně - našlo se jeho několik ohnisek. V říjnu 2016 proběhla demolice vily a na jejím místě je plánována stavba čtyř viladomů.

## Jindřich Vojáček
Majitel vily JUDr. Jindřich Vojáček, vrchní rada Československých drah a hudební skladatel, vystudoval reálné gymnázium na Smíchově a práva na Karlově universitě. Jeho první skladby pocházely ještě z dob studií. Soukromé hudební vzdělání a roční pobyt na konzervatoři v Ženevě u J. Laubera v něm rozvinuly pohotovou techniku a smysl pro zvuk, což se uplatnilo v jeho orchestrálních skladbách. Většina z jeho prací byla provedena, například Česká filharmonie uvedla Jarní a Podzimní píseň a Národní divadlo operu Jasice. Dr. Vojáček padl během Pražského povstání v květnu 1945.

## Popis domu
Stavba na půdorysu písmene L měla jedno podzemní a tři nadzemní podlaží. Dům se skládal z jednotlivých kubusů, měl vystupující arkýře na vrcholu zakončené zábradlím připomínajícím balustrádu. Okna byla pravoúhlá nebo půlkruhově ukončená, většina z nich měla svisle členěné nadsvětlíky. Patra propojovalo točité schodiště vedené z haly v přízemí. S halou byla spojena jídelna se zimní zahradou, kuchyň a pokoj pro služku. V prvním patře vedl z haly vchod do obytného pokoje, z něj pak vstupy zvlášť do pánské a dámské ložnice s terasou. První patro doplňovala lázeň, šatna a další pokoj pro služku. Druhé patro mělo pouze dva pokoje a velkou terasu. Podzemí domu bylo technické - obsahovalo kotelnu, prádelnu a sklep.